# BETA Cargo
 (juin 2025).
BETA Cargo (Brazilian Express Transportes Aéreos) était une compagnie aérienne cargo basée au Brésil. Elle assurait des vols charter internationaux de fret dans les Amériques. Sa base principale était l’aéroport international de Guarulhos, à São Paulo.

## Histoire

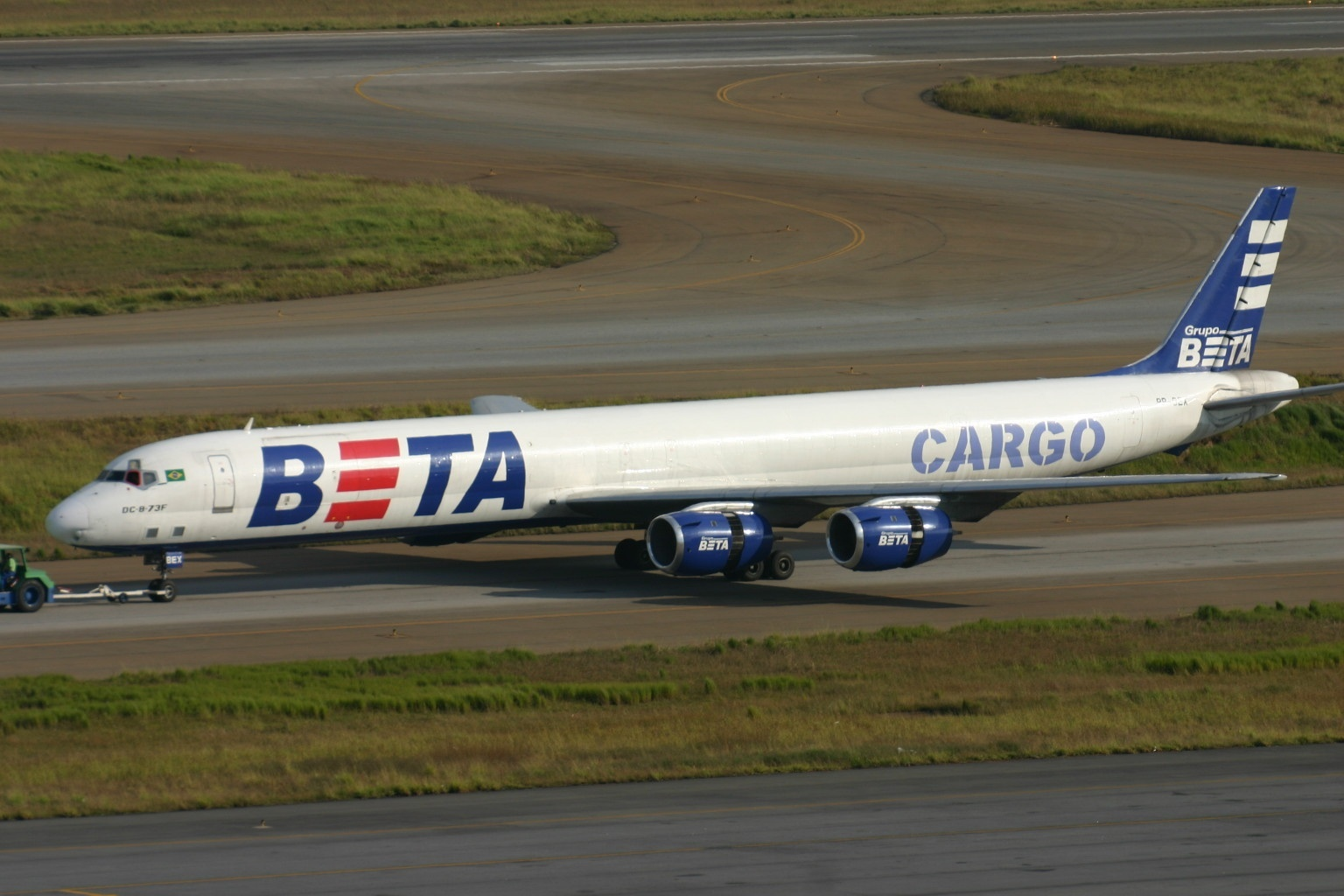
Douglas DC-8 de BETA.

La compagnie aérienne a été fondée en 1990 sous le nom de Brasair Transportes Aéreos. Le 10 juillet 2012, BETA a perdu sa licence d’exploitation.

## Flotte
| Appareil          | En service | Commandes | Remarques |
| ----------------- | ---------- | --------- | --------- |
| Boeing 707-320C   | 1          | —         |           |
| Douglas DC-8-73CF | 4          | —         |           |
| Total             | 5          | —         |           |

## Accidents et incidents
- Le 23 octobre 2004, un Boeing 707 de BETA effectuant un vol cargo entre l’aéroport international Eduardo Gomes de Manaus, au Brésil, et l’aéroport international de São Paulo-Guarulhos, au Brésil, a interrompu son décollage depuis Manaus à la suite d’un « bruit fort ». L’appareil a ensuite commencé à s’incliner vers la droite. Il est apparu que le train d’atterrissage avait perforé l’aile droite. L’avion, âgé de 37 ans (immatriculation PP-BSE), a été déclaré perte totale[3],[4].